# 陳履忠
陳履忠（？—？），字公亮，號鳳阿、又号潛菴，雲南雲南府呈貢縣民籍，南直隸揚州府高郵州興化縣人，明朝政治人物。

## 生平
崇禎九年（1636年）丙子科雲南鄉試第四十六名舉人，十年（1637年）中式丁丑科會試第一百十四名，三甲第八十九名進士。吏部觀政，授贛縣知縣，十六年（1643年）調邢臺縣知縣。

## 家族
高祖陳常道，嘉靖五年進士，四川按察司副使；曾祖陳㫤，教授；祖父陳宗虞，訓導；父陳爰諏，吏部稽勳司主事，贈光祿寺少卿。母王氏，夫没于官，王氏扶榇归里，道逢安邦彦之变，骂贼而死，年甫十七。崇祯丁丑，陈履忠成进士，具疏陈请，建坊旌之。